# گری اونس
گری اُوِنس (انگلیسی: Gary Owens؛ ۱۰ مهٔ ۱۹۳۴ – ۱۲ فوریهٔ ۲۰۱۵) دی‌جی، صداپیشه و اعلان‌کنندهٔ رادیویی اهل ایالات متحده آمریکا بود. وی بین سال‌های ۱۹۵۲ تا ۲۰۱۵ میلادی فعالیت می‌کرد.
از فیلم‌ها یا مجموعه‌های تلویزیونی که وی در آن‌ها نقش داشته است می‌توان به مسابقه فضایی یوگی و ماپت‌های فضایی اشاره نمود.